# Rio Beaver (Canadá)
O Rio Beaver é um rio grande no centro-leste de Alberta e no centro de Saskatchewan, no Canadá. Ela flui para o leste através de Alberta e Saskatchewan e depois vira bruscamente para o norte para fluir para Lac Île-à-la-Crosse no rio Churchill, que deságua na Baía de Hudson. A parte de Alberta fica nas areias de petróleo de Cold Lake.
O rio Beaver tem uma área de influência de 14 500 quilômetro quadrados (5 600 sq mi) em Alberta, onde drena o sistema do lago no condado de Lac La Biche. O comprimento total é de 491 quilômetros (310 mi). Foi documentado pela primeira vez no mapa Turnor de 1790 e depois confirmado no mapa Harmon de 1820.

## Bacia e curso
A bacia do rio Beaver faz parte da bacia do rio Churchill e fica a leste da bacia do rio Athabasca e ao norte da bacia do rio Saskatchewan norte.
A parte que flui para leste entra e sai da zona florestal várias vezes e é aproximadamente paralela à Alberta Highway 55 e à Saskatchewan Highway 55. Sua fonte, o Lago Beaver (Alberta), fica ao sul de Lac la Biche (Alberta), que deságua no Athabasca. Ele sai do lago Beaver no lado oeste e flui para o sul até receber do oeste o rio Amisk. A saída de Moose Lake (Alberta) vem do sul. Entra em Saskatchewan, ao sul de Cold Lake (Alberta) e, a partir de Cold Lake, o rio Waterhen (Saskatchewan) corre ao norte e paralelo a ele. Em Saskatchewan, recebe do sudoeste a saída do lago Minnistikwan e depois a saída do lago Meadow, Saskatchewan, para o sul. Na grande curva, recebe do sul um rio de Green Lake, Saskatchewan.
A parte que flui para o norte flui através da floresta boreal pouco povoada. A Saskatchewan Highway 55 segue sua margem oeste. Recebe do leste um rio que drena o lago Cowan (Saskatchewan) e o lago Deleronde, a oeste do rio Waterhen, a partir do leste do rio Doré, que drena o lago Doré. A rodovia deixa o rio em Beauval Forks e, perto de Beauval, Saskatchewan, recebe a saída de Lac la Plonge a partir do leste. Continua para o nordeste do braço sul do lago e entra em Lac Île-à-la-Crosse, do outro lado do lago, a partir da vila de Île-à-la-Crosse.

## Tributários
Alberta: rio Amisk (oeste, grande), rio Sand (Alberta) (norte, grande), rio Mooselake (sul), Manatokan Creek (norte), Jack Creek (norte), Jackfish Creek (norte), Marie Creek (norte)
Saskatchewan: Rio Makwa (sudoeste) Rio Prado (sul), {grande curva} saída do Lago Verde, Rio Waterhen (Saskatchewan) (oeste, grande), Rio Doré (leste), saída do Lac La Plonge (leste)
Também: Fork Creek, Columbine Creek, (Muriel Creek, Reita Creek ao sul de Cold Lake (?)), Redspring Creek

## Exploração e comércio de peles

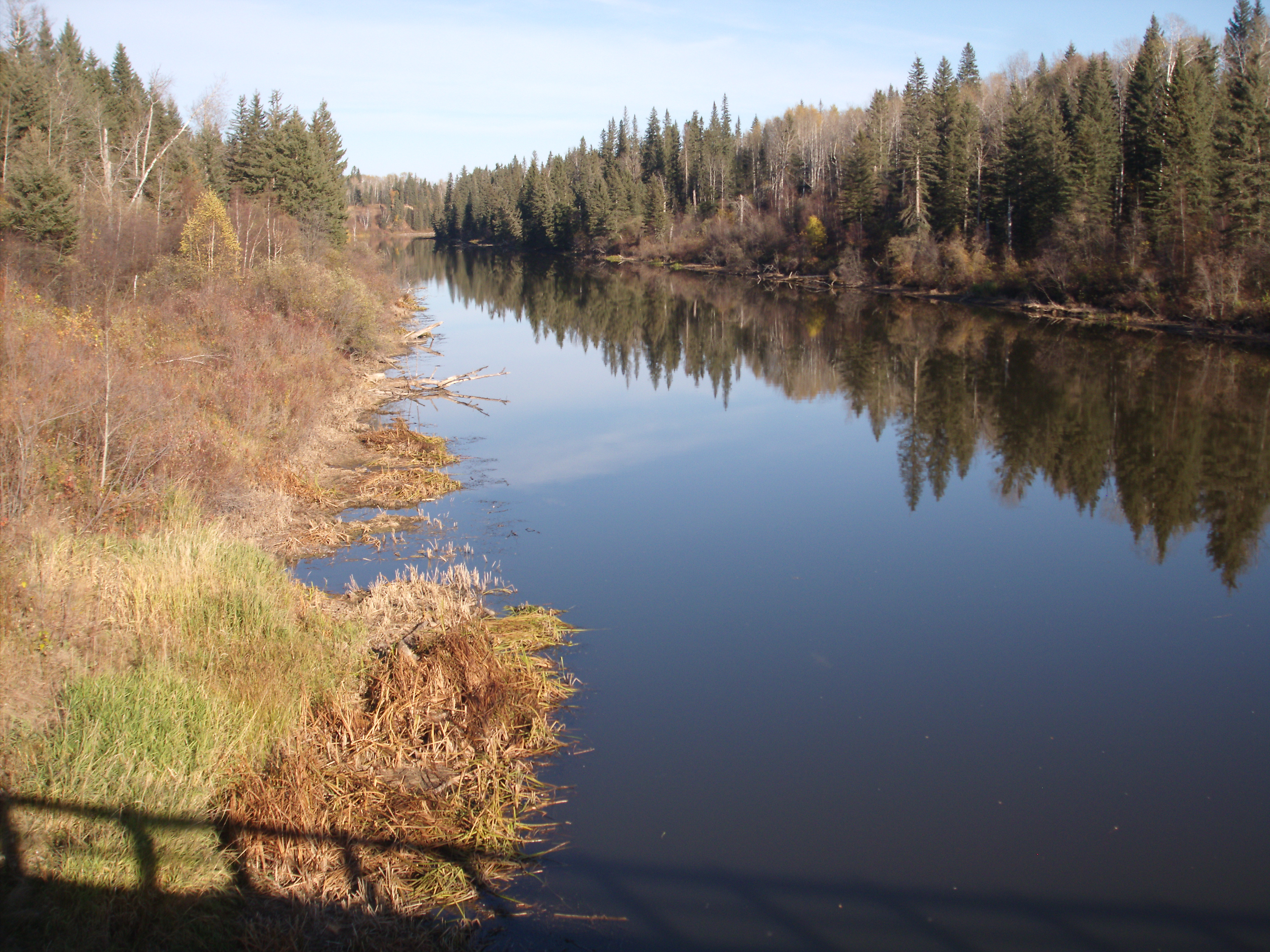
O rio Beaver, ao norte de Green Lake, no cruzamento da ponte da estrada 155 (olhando rio abaixo)

O rio, ou partes dele, é descrito como um país pobre de canoa. As equipes tiveram que arrastar suas canoas sobre as partes rasas e houve pouco jogo. A foz do rio Beaver fica no eixo principal do comércio de peles. O castor superior tem cerca de 50 milhas (80 km) ao norte do norte de Saskatchewan. De pelo menos 1795, o búfalo- pemmicano foi trazido para o norte para alimentar os viajantes a caminho do país de Athabasca. Uma rota levava ao sul até a grande curva do castor, através de Green Lake, Saskatchewan e por uma trilha indiana até Fort Carlton. Entre 1875 e 1876, isso foi substituído por uma estrada de carro na época em que os barcos a vapor apareceram em Saskatchewan. Outra rota foi mais além, no Beaver, até Moose Lake (Alberta) e por alguma rota para Fort George.
O primeiro europeu a chegar ao castor pode ter Louis Primeau em 1767. Por volta de 1768, William Pink estava no rio. Ele foi para o noroeste do Saskatchewan inferior, seguiu o Beaver para o oeste e retornou ao Saskatchewan, perto de Edmonton. Em 1776, Primeau, trabalhando para Thomas Frobisher, construiu um posto em Lac Île-à-la-Crosse. Em 1781, os comerciantes de Montreal construíram Cold Lake House perto de Beaver Crossing, Alberta. Em talvez 1782, a Northwest Company construiu um posto em Green Lake. Em 1798, David Thompson usou o castor para chegar a Lac La Biche. Em 1799, a Companhia da Baía de Hudson decidiu empurrar para o oeste o Churchill de Frog Portage. Nesse ano, eles construíram postos rivais em Lac Île-à-la-Crosse e Green Lake. Eles também construíram um posto acima da grande curva de Meadow Lake, Saskatchewan, que durou apenas dois anos. Houve um grande conflito entre as duas empresas até a fusão em 1821.

## Conservação e desenvolvimento
O rio Beaver flui através de uma área predominantemente plana, com colinas ondulantes e ondulantes, e muitos lagos são drenados por rios sinuosos para o rio; Entre os maiores estão: Pinehurst Lake, Cold Lake e Primrose Lake.
O parque provincial de Lakeland, o parque provincial do lago Moose e o parque provincial de Cold Lake ficam todos na bacia hidrográfica do lado de Alberta, enquanto o parque provincial de Meadow Lake protege uma grande área em Saskatchewan.

A Faixa de Armas da Área do Lago Cold ocupa grande parte da área norte da bacia do rio. 